# Palau Querini Benzon
El Palau Querini Benzon és un palau de Venècia, situat al districte de San Marco, amb vistes al costat esquerre del Gran Canal, entre la petita Casa De Sprit i la Casa Tornielli (també anomenada Ca' Michiel ), a la confluència del canal Ca' Michiel. Davant es troben el Palau Bernardo i el Palau Querini Dubois.

## Història
Construït a principis del segle XVIII, el palau es va fer famós gràcies a la noble Marina Querini (1757-1839), esposa de Pietro Giovanni Benzon, qui en el període al voltant del final de la República de Venècia (1797) va fer de la seva residència un dels salons literaris venecians més reconeguts, gràcies a la visita freqüent de molts artistes importants de l'època on s'hi reunien els artistes i homes de lletres més famosos de l'època, com ara George Gordon Byron, Thomas Moore, Antonio Canova, Ippolito Pindemonte, Vincenzo Drago, Cesare Arici, Stendhal, François-René de Chateaubriand i Ugo Foscolo.

## Arquitectura
Un edifici sense cap mèrit arquitectònic particular, presenta un portal d'aigua amb una escala, una planta principal amb una quadrifora amb arcs de mig punt flanquejats per dos parells de finestres d'una sola alçada, totes amb un petit balcó. El segon pis es va crear el 1897 com una imitació de formes més petites i menys valuoses de la planta principal. Per sobre de la cornisa, en una posició central, hi ha una terrassa amb balustrada. A la teulada hi havia una gran mansarda amb quatre finestres rectangulars i una teulada a dues aigües.
El 1897 l'edifici es va sobrealçar amb la construcció d'una segona planta noble amb finestres idèntiques a les de la planta inferior, mentre que es va construir una terrassa a la teulada. A principis del segle XX, però, la finestra serliana de la planta baixa es va transformar completament, unificant les finestres laterals del portal que es van convertir en grans finestrals amb arcs de mig punt. Avui dia acull habitacions particulars.